# 마흐무드 파야드
마흐무드 파야드(아랍어: محمود فياض Maḥmūd Fayāḍ[*], 1925년 3월 9일 ~ 2002년 12월 17일)는 이집트의 역도 선수이다. 그는 1948년 런던 올림픽때 페더급 (60 kg)에서 332.5 kg의 기록을 들어올린후 금메달을 획득다.